# 9991 Anežka
(9991) Anežka, denumire internațională (9991) Anezka, este un asteroid din centura principală de asteroizi.

## Descriere
9991 Anežka este un asteroid din centura principală de asteroizi. A fost descoperit pe 5 octombrie 1997 la Observatorul Kleť de Zdeněk Moravec. Asteroidul prezintă o orbită caracterizată de o semiaxă mare de 3,20 ua, o excentricitate de 0,16 și o înclinație de 2,2° în raport cu ecliptica.